# Anuenue
Anuenue är regnbågens gudinna inom Hawaiis mytologi. Hon är syster till Kane och Kanaloa.